# John Ekman
Pour les articles homonymes, voir Ekman.
John Ekman est un acteur de cinéma suédois, né le 15 novembre 1880 à Stockholm et mort le 22 novembre 1949 à Karlstad.

## Filmographie sélective
- 1912 : Un mariage secret de Victor Sjöström
- 1913 : Le Miracle de Victor Sjöström
- 1913 : La Voix du sang de Victor Sjöström
- 1913 : Demi-sang (Halvblod) de Victor Sjöström
- 1914 : Ne jugez pas (Dömen icke), de Victor Sjöström
- 1914 : L'Amour plus fort que la haine (Kärlek starkare än hat eller Skogsdotterns hemlighet)
- 1914 : L'Enfant de la rue de Victor Sjöström
- 1914 : Les cœurs se rencontrèrent (Hjärtan som mötas) de Victor Sjöström
- 1914 : La Grève (Strejken) de Victor Sjöström
- 1914 : La Fille de la haute montagne (Högfjällets dotter) de Victor Sjöström
- 1915 : Madame de Thèbes de Mauritz Stiller
- 1915 : L'Argent de Judas  de Victor Sjöström
- 1915 : Sonad skuld de Victor Sjöström
- 1915 : Le Vengeur de Mauritz Stiller
- 1915 : Les Vautours de la mer de Victor Sjöström
- 1915 : C'était en mai de Victor Sjöström
- 1915 : La Fille du gouverneur (Landshövdingens döttrar) de Victor Sjöström
- 1918 : Les Proscrits de Victor Sjöström
- 1919 : Le Chant de la fleur écarlate de Mauritz Stiller
- 1920 : Maître Samuel de Victor Sjöström
- 1920 : Les Traditions de la famille de Rune Carlsten
- 1921 : La Charrette fantôme de Victor Sjöström
- 1923 : Vox Populi de John W. Brunius
- 1925 : Les Maudits (Ingmarsarvet) de Gustaf Molander
- 1928 : Synd de Gustaf Molander
- 1934 : Le Chant de la fleur rouge (Sången om den eldröda blomman) de Per-Axel Branner
- 1941 : Lasse-Maja de Gunnar Olsson
- 1949 : Kärleken segrar de Gustaf Molander
- 1950 : Vers la joie d'Ingmar Bergman